# Tura Satana
Tura Satana (ur. 10 lipca 1935, zm. 4 lutego 2011) – amerykańska aktorka i tancerka erotyczna japońskiego pochodzenia. Wystąpiła w blisko 13 filmach i produkcjach telewizyjnych. Najbardziej znana z takich filmów jak eksploatacyjnego Szybciej koteczku! Zabij! Zabij! (1965)  oraz horroru s-f  Astro Zombie (1968).

## Filmografia
- 1963: Słodka Irma (Irma la Douce) jako Suzette Wong
- 1963: Who's Been Sleeping in My Bed? jako striptizerka
- 1965: Szybciej koteczku! Zabij! Zabij! (Faster, Pussycat! Kill! Kill!) jako Varla
- 1966: Flint – nasz człowiek (Our Man Flint) jako striptizerka (niewymieniona w czołówce)
- 1968: Astro Zombie (The Astro-Zombies) jako Satana
- 1973: Brygada lalki (The Doll Squad) jako Lavella Sumara
- 2002: Mark of the Astro-Zombies jako Malvira Satana
- 2009: The Haunted World of El Superbeasto jako Varla (głos)
- 2010: Astro Zombies: M3 – Cloned jako Malvina